# Faroni
Faroni es un personaje de ficción creado por el escritor Luis Landero en la novela Juegos de la edad tardía (1989), Premio de la Crítica (1989) y Premio Nacional de Literatura (1990).
El protagonista de la novela, Gregorio, un gris oficinista cuarentón, inventa para sí una nueva identidad acorde con los ideales de su juventud. Este alter ego al que llama Faroni es un ser excepcional: intelectual rebelde, polígloto, poeta e ingeniero, y sobre todo, triunfador. Y sin embargo, no será para el lector más que un ser grotesto, una caricatura. 
Gregorio alimenta su farsa espoleado por la curiosidad de Gil, crédulo y apocado viajante de comercio, con quien mantiene una relación telefónica a lo largo de toda la historia y al que arrastrará gradualmente en su impostura. Lo que comienza como una farsa inocente poco a poco se convierte en el objeto principal de la vida de los personajes. Gregorio crea para Gil al imaginario Faroni a la medida de los anhelos y ambiciones de ambos, que se van poniendo de  manifiesto en sus cómicas conversaciones. La biografía de esa especie de artista trasnochado tomará derroteros cada vez más audaces e inverosímiles gracias a la desbocada imaginación de Gregorio, al tiempo que irá cobrando realidad, hasta el punto de que Faroni acaba fagocitando a su propio creador y trastocando radicalmente las vidas de Gil y de Gregorio. Los ecos cervantinos son evidentes en los protagonistas de esta historia.

Círculo Cultural Faroni
De modo análogo a lo que ocurre con el personaje en la propia novela, Faroni cobra realidad fuera de ella gracias a unos entusiastas admiradores de la obra de Landero, que crearon en 1992 el Círculo Cultural Faroni. Se trata de un club literario que convocó un premio Premio Internacional de Relato Hiperbreve entre 1992 y 2000.